# Ратново
Ратново — деревня в Меленковском районе Владимирской области России, входит в состав Даниловского сельского поселения.

## География
Деревня расположена в 5 км на запад от райцентра города Меленки.

## История
В конце XIX — начале XX века деревня входила в состав Архангельской волости Меленковского уезда, с 1926 года — в составе Меленковской волости Муромского уезда. В 1859 году в деревне числилось 32 двора, в 1905 году — 86 дворов, в 1926 году — 142 двора.
С 1929 года деревня являлась центром Ратновского сельсовета в составе Меленковского района, с 1940 года — в составе Большеприклоновского сельсовета, с 2005 года — в составе Даниловского сельского поселения.

## Население
| 1859 | 1905 | 1926 | 2002 | 2010 | 2021 |
| ---- | ---- | ---- | ---- | ---- | ---- |
| 197  | ↗495 | ↗651 | ↘238 | ↘176 | ↘149 |